# رودني سميث
رودني سميث (6 أبريل 1944 في المملكة المتحدة - ) (بالإنجليزية: Rodney Smith)‏ هو لاعب كريكت بريطاني.